# Pitu Guli
Pitu Guli (1865-1903) est un révolutionnaire de Macédoine alors ottomane, un des chefs de l'Organisation révolutionnaire intérieure macédonienne.

## Biographie

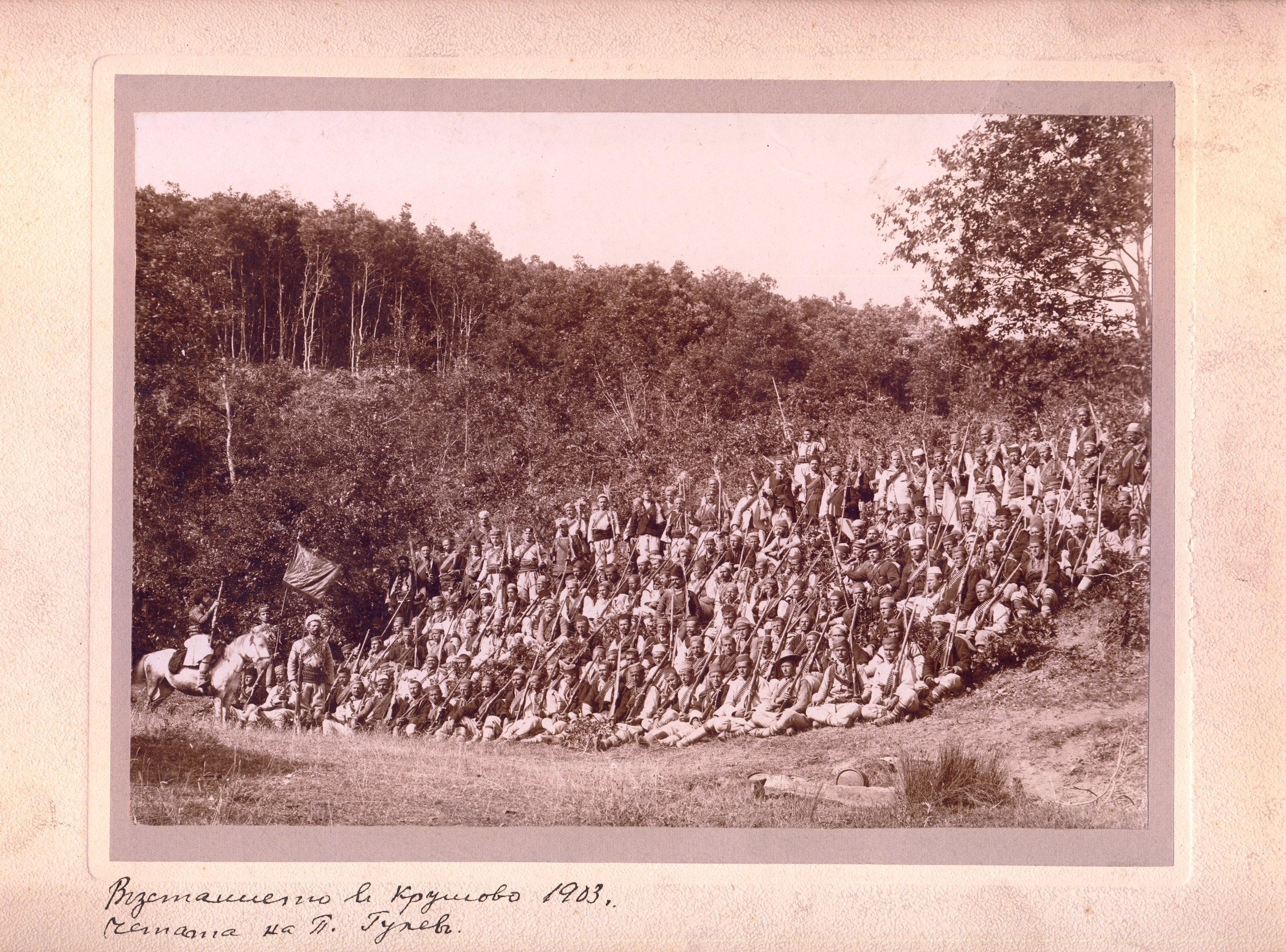
Pitu Guli et son escouade en 1903. Source : Agence d'État des archives bulgares

Né dans une famille pauvre de Kruševo, il a très tôt fait preuve d'indépendance et de rébellion. Il a quitté sa maison en Macédoine à l'âge de 17 ans à la recherche de richesses dans la capitale bulgare Sofia. En 1885, il retourne en Macédoine, au sein d'une escouade rebelle du mouvement révolutionnaire contre l'Empire ottoman, dirigée par Adam Kalmikov. Il a été capturé et exilé en Anatolie orientale pour huit ans, dont sept ans passés dans la prison de Trabzon. En 1895, il retourne à nouveau à Kruševo et devient membre de l'Organisation révolutionnaire intérieure macédonienne (IMRO). Entre 1897 et 1902, il réside de nouveau à Sofia, où il tenait également un restaurant.
À partir de mars 1903, il commande une escouade révolutionnaire, traversant la frontière bulgaro-ottomane en direction de Kruševo. D'avril à août 1903, il entraîne et prépare ses soldats pour le soulèvement d'Ilinden. Il est mort à Kruševo, en défendant la République de Kruševo.
À la suite de la révolte, la Roumanie, avec le soutien de l'Autriche-Hongrie, réussit à faire accepter les Aroumains (dits « Valaques ») en tant que millet à part entière avec le décret (irade) du 22 mai 1905 du sultan Abdul Hamid II : l'Ullah Millet fut autorisé à avoir ses propres églises et écoles. À l'exception des exarchistes bulgares aroumains, comme la famille de Guli, la plupart des membres d'autres ethnies ont rejeté l'IMRO comme pro-bulgare,.

## Descendance
Pitu est le père de :
- Tashko Gulev (Shula Guli), décédé en 1913 comme soldat de l'armée bulgare lors de la bataille de Bregalnica contre les Serbes, lors de la seconde guerre balkanique[5].
- Nikola Gulev (Lakia Guli), révolutionnaire de l'IMRO, l'une des personnes les plus proches de Todor Alexandrov. Nikola a été arrêté par la police du royaume des Serbes, Croates et Slovènes et est décédé en détention après avoir été torturé en 1924[6].
- Steryo Gulev (Sterya Guli), qui a fait partie des unités militaires formées par d'anciens militants de l'IMRO en Macédoine du Vardar pendant l'administration bulgare pendant la Seconde Guerre mondiale, pour combattre les partisans communistes yougoslaves. Il se serait tué après que la Bulgarie eut changé de camp et se soit retirée de Yougoslavie en 1944, à l'arrivée des partisans de Tito à Kruševo, désespéré par ce qu'il considérait comme une deuxième période de domination serbe en Macédoine[7].

## Héritage
Pitu Guli est un héros national en Macédoine du Nord et en Bulgarie, où on se souvient de son combat héroïque à Mečkin Kamen (Rocher de l'ours) près de Kruševo, où il a été tué pendant le soulèvement d'Ilinden pour défendre la République macédonienne de Kruševo. Une brigade partisane macédonienne porte son nom. Il est également célébré dans les chansons folkloriques et la poésie dans toute la région de Macédoine, et mentionné dans l'hymne national de Macédoine du Nord (Aujourd'hui sur la Macédoine).